# Григорівка (Олександрівська селищна громада)
Григорі́вка — село в Україні, в Олександрівській селищній громаді Кропивницького району Кіровоградської області. Населення становить 66 осіб.

## Населення
Згідно з переписом УРСР 1989 року чисельність наявного населення села становила 133 особи, з яких 53 чоловіки та 80 жінок.
За переписом населення України 2001 року в селі мешкало 66 осіб.

### Мова
Розподіл населення за рідною мовою за даними перепису 2001 року:
| Мова       | Відсоток |
| ---------- | -------- |
| українська | 96,97 %  |
| російська  | 3,03 %   |

### Уродженці
- Швець Любов Микитівна (нар. 1943) — депутат Державної думи Російської Федерації II, III та IV скликань.